# Gert Kams
Gert Kams, né le 25 mai 1985 à Koeru en Estonie, est un footballeur international estonien, qui évolue au poste d'arrière droit.

## Biographie

### Carrière de joueur
Gert Kams dispute deux matchs en Ligue des champions, et 9 matchs en Ligue Europa,.

### Carrière internationale
Gert Kams compte 41 sélections et 2 buts avec l'équipe d'Estonie depuis 2007. 
Il est convoqué pour la première fois par le sélectionneur national Jelle Goes pour un match amical contre la Pologne le 3 février 2007 (défaite 4-0). Par la suite, le 29 février 2012, il inscrit son premier but en sélection contre le Salvador, lors d'un match amical (victoire 2-0).

## Palmarès
- Avec le Flora Tallinn
  - Champion d'Estonie en 2010, 2011, 2015 et 2017
  - Vainqueur de la Coupe d'Estonie en 2011, 2013 et 2016
  - Vainqueur de la Supercoupe d'Estonie en 2009, 2011 et 2012

- Avec le SJK Seinäjoki
  - Champion de Finlande de D2 en 2013